# Przyjaźń między kobietą i mężczyzną
Przyjaźń między kobietą i mężczyzną lub przyjaźń międzypłciowa – przyjaźń łącząca kobietę i mężczyznę; osobisty związek pomiędzy kobietą i mężczyzną o charakterze platonicznym, nieromantycznym, nieseksualnym, nienamiętnym i nierodzinnym. Najczęściej dotyczy młodych dorosłych, chociaż może występować pomiędzy dorosłą kobietą i dorosłym mężczyzną w dowolnym wieku.

## Ogólna charakterystyka
Biorąc pod uwagę okresy rozwojowe w życiu człowieka, przyjaźnie pomiędzy ludźmi należącymi do odmiennych płci występują głównie w późnym okresie dojrzewania i wczesnym okresie dorosłości, podczas gdy przyjaźnie tego typu są rzadkie w okresie dzieciństwa i przedadolescencyjnym. Chociaż liczba zawieranych przyjaźni międzygenderowych wzrasta u nastolatków, jednak nie dorównuje liczbie zgłaszanych przyjaźni zawieranych w obrębie swojej płci.
Pierwsze badania na temat przyjaźni między kobietą i mężczyzną ukazały się w latach 80. XX wieku. Przeprowadzone badania skupiały się w przeważającej części na przyjaźniach istniejących między heteroseksualną kobietą i heteroseksualnym mężczyzną. Coraz częściej ten rodzaj przyjaźni staje się tematem badań i analiz, obok prac badawczych skupiających się na przyjaźniach między osobami tej samej płci i romantycznych związkach dwojga ludzi, które przeważają w naukowych dociekaniach.
W przeszłości przyjaźnie damsko-męskie należały do rzadkości ze względu na brak wielu okazji do wzajemnych kontaktów, co wiązało się m.in. z tradycyjnym podziałem pracy w społeczeństwie. Dopiero zmiany w zakresie społecznych ról kobiet i mężczyzn sprawiły, że przedstawiciele płci przeciwnej stali się bardziej dostępni jako potencjalni przyjaciele.
Badacze relacji między kobietami i mężczyznami nie są zgodni co do tego, czy heteroseksualna kobieta i heteroseksualny mężczyzna mogą być „wyłącznie przyjaciółmi”. Większość społeczeństw uznaje takie przyjaźnie za niewłaściwe, gdy dotyczą osób po osiągnięciu dojrzałości płciowej. Przyjaźń między kobietą i mężczyzną może wzbudzać zazdrość u narzeczonego czy małżonka oraz powodować dezorientację u przyjaciół i członków rodziny. U osób postronnych bardzo często pojawia się podejrzenie, że przynajmniej jedno z przyjaciół w przypadku przyjaźni kobiety i mężczyzny świadomie lub nieświadomie ukrywa romantyczne uczucia i pożądanie względem przyjaciela.
W przypadku przyjaźni między kobietą i mężczyzną nie istnieją żadne ogólnie przyjęte normy uznawane w kulturze, które opisywałyby jakie zachowanie jest właściwe i normalne. Nieliczne są przykłady wzorców przyjaźni między kobietą i mężczyzną w kulturze, kinematografii czy literaturze, które nie ewoluują w kierunku spełnionego lub niespełnionego romansu. Z powyższych powodów kobieta i mężczyzna, których połączyła przyjaźń, znajdują się w trudnej sytuacji, poruszają się na nieznanym terenie, szczególnie w krajach lub kulturach, gdzie istnieje rozdział pomiędzy płciami w instytucjach publicznych. Tym niemniej w przyjaźni między kobietą i mężczyzną partnerzy starają się bardziej kontrolować niewerbalne zachowania względem siebie niż ma to miejsce w przyjaźniach osób o tej samej płci czy w przypadku kochanków.
Przyjaźń między kobietą i mężczyzną wydaje się być bardziej złożona niż przyjaźń z osobą o tej samej płci czy związek miłosny. Głównymi wyzwaniami dla kobiety i mężczyzny przyjaźniących się ze sobą są:
- określenie rodzaju łączącej ich więzi emocjonalnej,
- radzenie sobie z elementem seksualnym,
- prezentowanie osobom postronnym swojego związku jako autentycznej przyjaźni, przekonanie ewentualnych romantycznych partnerów, że przyjaźń nie stanowi dla nich zagrożenia,
- rozwiązanie problemu równości przyjaciół w kontekście nierówności płci.

## Aspekt romantyczny
Pomiędzy przyjaźnią łączącą kobietę i mężczyznę a miłością łączącą kobietę i mężczyznę istnieje wiele podobieństw, które zaciemniają różnicę między przyjaźnią a miłością. Zarówno przyjaźń jak i miłość wymagają od kobiety i mężczyzny zaangażowania i lojalności, oraz charakteryzują się wzajemną opiekuńczością, zaufaniem, respektem, wpływaniem na poprawę własnej samooceny, dostarczaniem przyjemności i dotrzymywaniem sobie towarzystwa, czyli dążeniem do zaspokojenia potrzeb socjalno-intymnych. Nawet kobieta i mężczyzna, połączeni wzajemną przyjaźnią, mogą nie być pewni charakteru swojego związku. Ten problem pomogłaby rozwiązać szczera i otwarta rozmowa na temat uczuć obydwojga partnerów i statusu ich relacji, jednak z przeprowadzonych badań wynika, że osoby w tego rodzaju przyjaźni z reguły unikają takich wyjaśniających rozmów.
Aspekt romantyczny odgrywa przynajmniej pewną rolę w większości przyjaźni między kobietą i mężczyzną, lecz może być wyłącznie jednostronny i nie dotyczyć obu osób zaangażowanych w przyjaźń, albo pozostawać bez odpowiedzi. Zjawisko to jest częściej obserwowane w przypadku mężczyzn. Jednym z powodów nazywania związku między kobietą i mężczyzną przyjaźnią, a nie miłością, jest brak odwzajemnienia uczucia. O ile w przypadku kobiet granica pomiędzy przyjaźnią z mężczyzną a byciem w związku intymnym z mężczyzną jest wyraźnie odbierana, to w przypadku mężczyzn istnieje tendencja do uromantyczniania i seksualizowania związku z kobietami oraz trudność w odróżnieniu miłości od przyjaźni, co przyczynia się do frustracji i dezorientacji u obu stron, wpływając szkodliwie na przyjaźń.
Z pytaniem czy kobieta i mężczyzna mogą być wyłącznie przyjaciółmi związany jest film komediowy pt. Kiedy Harry poznał Sally, w którym Sally oznajmia Harry'emu, że będą tylko przyjaciółmi, podczas gdy Harry twierdzi uparcie, że nie mogą być przyjaciółmi, bo kobiety i mężczyźni nigdy nie będą tylko przyjaciółmi, gdyż na przeszkodzie stanie im seks.
Większość ankietowanych osób, będących w przyjaźni z osobą o przeciwnej płci, zdefiniowało swój związek jako czysto platoniczny. Najczęstszymi powodami utrzymywania związku w postaci platonicznej, wymienianymi przez ankietowanych, były:
- zabezpieczenie trwania przyjaźni (obawa, że uromantycznienie wpłynęłoby negatywnie na jakość przyjaźni, a nawet doprowadziło do zerwania więzów),
- brak pociągu seksualnego i romantycznych uczuć do przyjaciela,
- dezaprobata ze strony kręgu przyjaciół w przypadku zmiany statusu związku z przyjacielskiego na romantyczny,
- bycie w romantycznym związku z inną osobą (sytuacja może dotyczyć jednego lub obu przyjaciół),
- niepewność co do reakcji przyjaciela w przypadku ujawnienia romantycznych uczuć (chęć uniknięcia rozczarowania i emocjonalnego zranienia),
- przerwa w angażowaniu się w poważny związek miłosny z kimkolwiek.

W niektórych przypadkach przyjaźni damsko-męskich pojawia się problem związany z wstępowaniem romantycznych uczuć i pożądania oraz chęcią zmiany statusu związku z przyjaźni na relację intymną. Badacze wyróżnili cztery rodzaje sytuacji i charakterystyczne dla nich zachowania przyjaciół, biorąc pod uwagę intencje romantyczne:
- przyjaźń czysto platoniczna (obydwoje nie mają zamiaru zmieniać przyjaźni na intymną relację, powstrzymują się od flirtowania, w rozmowach wymieniają swoich romantycznych partnerów – osoby trzecie, sygnalizując, że nie są stanu wolnego),
- wzajemne dążenie do zamiany przyjaźni na intymny związek (w tego typu układzie stwierdzono najwyższy nakład zachowań zmierzających do podtrzymania związku),
- jedno z przyjaciół dąży do zmiany statusu z przyjaźni na intymny związek, lecz obawia się, że przyjaciel chce zachować platoniczność,
- jedno z przyjaciół nie chce i odrzuca romantyczne intencje drugiego, lecz obawia się, że przyjaciel ma względem jej/jego romantyczne intencje.

## Wady i zalety
Mężczyźni bardziej cenią sobie przyjaźń z kobietami niż z innymi mężczyznami, szczególnie kiedy chodzi o zażyłość i wsparcie emocjonalne, podczas gdy kobiety często czują się rozczarowane przyjaźnią z mężczyznami, gdyż czują się przez nich gorzej rozumiane, niż w przypadku przyjaźni z kobietami oraz często nie otrzymują od mężczyzn wsparcia emocjonalnego na tym samym poziomie, który oferują mężczyznom. Przyjaźnie damsko-męskie trwają krócej i są bardziej narażone na pojawianie się sytuacji konfliktowych niż przyjaźnie w obrębie tej samej płci.
Z przeprowadzonych badań wynika, że na prawie wszystkich płaszczyznach mężczyźni czerpią większe korzyści z bycia w przyjaźni z kobietą niż w przypadku kobiet będących w przyjaźni z mężczyzną, oraz że ankietowani mężczyźni znacznie częściej wymieniali przyjaźnienie się z kobietą niż odwrotnie. Biorąc pod uwagę ilość okazywanego wsparcia emocjonalnego i bliskości, w przyjaźniach damsko-męskich wartości te są rozłożone nierównomierne z powodu powściągliwości mężczyzn w tym zakresie.
Zalety przyjaźni między kobietą i mężczyzną:
- możliwość podwojenia liczby przyjaciół,
- posiadanie wtajemniczonego źródła informacji na temat płci przeciwnej,
- polepszenie zrozumienia i akceptacji między płciami, co w konsekwencji prowadziłoby do zmniejszenia seksizmu i molestowania seksualnego,
- uznanie siebie za atrakcyjnego/atrakcyjną dla kogoś o przeciwnej płci,
- rozbicie „siatki męskiej/żeńskiej” w miejscu pracy,
- wzbogacenie własnej osobowości poprzez posiadanie odmiennego od siebie przyjaciela.

Wady i ryzyko przyjaźni między kobietą i mężczyzną:
- brak wzorców zachowania,
- brak rozmowy na temat statusu relacji,
- brak zgodności co do charakteru związku (oczekiwań),
- brak jasności dotyczącej motywów bycia w przyjaźni,
- brak przejrzystości w sprawach związanych z seksualnością,
- brak równości w wielu aspektach,
- wpływ stereotypów.

Badacze różnych aspektów związanych z przyjaźnią między kobietą i mężczyzną sugerują, aby zachować ostrożność w dążeniu do tego rodzaju przyjaźni, szczególnie ostrzeżenie to dotyczy kobiet, aby uniknęły ewentualnego wykorzystania emocjonalnego i seksualnego.
Pomimo trudności, na które kobieta i mężczyzna napotykają przyjaźniąc się ze sobą, taki układ daje im pewne unikalne korzyści, np. w postaci uzupełniania związku małżeńskiego lub romantycznej relacji, czy przyjaźni z osobami o tej samej płci. Mężczyźni mogą liczyć na lepsze wsparcie emocjonalne niż w przypadku przyjaźni z innymi mężczyznami, podczas gdy kobiety odczuwają pewien rodzaj ochrony fizycznej mając przyjaciela, natomiast obydwoje unikają rywalizacji i zazdrości, które czasami występują w przyjaźniach osób o tej samej płci.